# 邵江海 (隋朝)
邵江海（?—?），隋朝末年唐朝初年民变领袖，岐州（今陕西省凤翔县）人。
武德元年（618年）十月，邵江海在岐州起兵，自号新平王，唐高祖李渊派遣陇州（今陕西省陇县）刺史叔孙老攻打邵江海，邵江海率部其众归降唐朝。李渊以李神符为平道军将，出镇岐州。